# Jordânia nos Jogos Olímpicos de Verão da Juventude de 2010
A Jordânia participou dos Jogos Olímpicos de Verão da Juventude de 2010 em Cingapura. O país conquistou uma prata e um bronze, sendo suas primeiras medalhas olímpicas, ambas no taekwondo.

## Medalhistas
| Medalha | Nome          | Esporte   | Evento                  | Data         |
| ------- | ------------- | --------- | ----------------------- | ------------ |
| Prata   | Dana Touran   | Taekwondo | Até 49 kg feminino      | 16 de agosto |
| Bronze  | Yazan Alsadeq | Taekwondo | Mais de 73 kg masculino | 19 de agosto |

## Badminton
| Atleta           | Evento            | Fase de grupos | Fase de grupos                          | Fase de grupos                           | Fase de grupos                         | Fase de grupos | Quartas-de-final | Semifinais  | Final       | Pos. final  |
| Atleta           | Evento            | Grupo          | 1ª rodada                               | 2ª rodada                                | 3ª rodada                              | Pos.           | Quartas-de-final | Semifinais  | Final       | Pos. final  |
| ---------------- | ----------------- | -------------- | --------------------------------------- | ---------------------------------------- | -------------------------------------- | -------------- | ---------------- | ----------- | ----------- | ----------- |
| Mohammad Qaddoum | Simples masculino | E              | THA Pisit Poodchalat D 0-2 (3-21, 6-21) | SWE Mikael Westerbäck D 0-2 (4-21, 9-21) | DEN Flemming Quach D 0-2 (8-21, 13-21) | 4º             | Não avançou      | Não avançou | Não avançou | Não avançou |

## Ginástica artística
| Atleta        | Evento                     | Qualificação | Qualificação | Final por aparelhos | Final por aparelhos | Final individual geral | Final individual geral | Final individual geral | Final individual geral | Final individual geral | Final individual geral | Final individual geral | Final individual geral |
| Atleta        | Evento                     | Result.      | Pos.         | Result.             | Pos.                | Solo                   | Salto                  | Cavalo com alças       | Argolas                | Barras paralelas       | Barra fixa             | Total                  | Pos.                   |
| ------------- | -------------------------- | ------------ | ------------ | ------------------- | ------------------- | ---------------------- | ---------------------- | ---------------------- | ---------------------- | ---------------------- | ---------------------- | ---------------------- | ---------------------- |
| Adham Alsqour | Solo masculino             | 12.500       | 35º          | Não avançou         | Não avançou         |                        |                        |                        |                        |                        |                        |                        |                        |
| Adham Alsqour | Cavalo com alças masculino | 9.350        | 40º          | Não avançou         | Não avançou         |                        |                        |                        |                        |                        |                        |                        |                        |
| Adham Alsqour | Argolas masculino          | 10.900       | 40º          | Não avançou         | Não avançou         |                        |                        |                        |                        |                        |                        |                        |                        |
| Adham Alsqour | Salto masculino            | 13.050       | 41º          | Não avançou         | Não avançou         |                        |                        |                        |                        |                        |                        |                        |                        |
| Adham Alsqour | Barras paralelas masculino | 10.450       | 40º          | Não avançou         | Não avançou         |                        |                        |                        |                        |                        |                        |                        |                        |
| Adham Alsqour | Barra fixa masculino       | 12.400       | 34º          | Não avançou         | Não avançou         |                        |                        |                        |                        |                        |                        |                        |                        |
| Adham Alsqour | Individual geral masculino | 68.650       | 40º          |                     |                     | Não avançou            | Não avançou            | Não avançou            | Não avançou            | Não avançou            | Não avançou            | Não avançou            | Não avançou            |

## Natação
| Evento                    | Atleta       | Qualificação | Qualificação | Semifinais  | Semifinais   | Final       | Final       |
| Evento                    | Atleta       | Resultado    | Posição      | Resultado   | Posição      | Resultado   | Posição     |
| ------------------------- | ------------ | ------------ | ------------ | ----------- | ------------ | ----------- | ----------- |
| 50 m borboleta masculino  | Omar Mithqal | 27.04        | 15º (6º q2)  | 26.59       | 14º (8º sf2) | Não avançou | Não avançou |
| 100 m borboleta masculino | Omar Mithqal | 59.39        | 30º (6º q2)  | Não avançou | Não avançou  | Não avançou | Não avançou |
| 100 m livre feminino      | Sara Hayajna | 1:01.08      | 40º (1º q2)  | Não avançou | Não avançou  | Não avançou | Não avançou |
| 100 m costas feminino     | Sara Hayajna | 1:09.04      | 34º (3º q1)  | Não avançou | Não avançou  | Não avançou | Não avançou |

## Taekwondo
| Evento                  | Atleta        | 1ª rodada               | Quartas-de-final             | Semifinais             | Final                        | Pos. final        |
| ----------------------- | ------------- | ----------------------- | ---------------------------- | ---------------------- | ---------------------------- | ----------------- |
| Até 49 kg feminino      | Dana Touran   | URU Yasmin Terra V 14-1 | PAK Maham Aftab V RSC 3 1:27 | USA Jessie Bates V 2-1 | THA Worawong Pongpanit D 4-5 | Medalha de prata  |
| Mais de 73 kg masculino | Yazan Alsadeq | Sem oponente            | MEX José Ramos V 6-5         | CHN Liu Chang D 1-2    | Não avançou                  | Medalha de bronze |